# Euhybus subjectus
Euhybus subjectus är en tvåvingeart som beskrevs av Walker 1849. Euhybus subjectus ingår i släktet Euhybus och familjen puckeldansflugor. Inga underarter finns listade i Catalogue of Life.